# We Will Rave
«We Will Rave» (trad. «Deliraremos») es una canción de la cantante austríaca Kaleen. Autodescrita como una «pista pop de inspiración tecno», fue escrita por Anderz Wrethov, Jimmy Thörnfeldt, Julie Aagaard y Thomas Stengaard. Fue lanzada el 1 de marzo de 2024 por Warner Music Central Europe. Está previsto que represente a Austria en el Festival de la Canción de Eurovisión 2024, que se llevará a cabo en Malmö, Suecia.

## Antecedentes y composición
«We Will Rave» fue escrita y compuesta por Anderz Wrethov, Jimmy Thörnfeldt, Julie Aagaard y Thomas Stengaard. Marie-Sophie Kreissl, que utiliza el personaje escénico Kaleen como una forma de dar rienda suelta a su personalidad extrovertida en el escenario, describió la canción como una «pista pop inspirada en el tecno» antes de su lanzamiento.
Kreissl fue anunciada oficialmente como representante de Austria para el Festival de la Canción de Eurovisión 2024 el 16 de enero de 2024 en Ö3-Wecker, un programa de radio de Hitradio Ö3. El 23 de febrero, Kreissl publicó un fragmento de 30 segundos de la canción para promocionarla. El demo de la canción se filtró varias semanas antes del lanzamiento oficial de la canción; Kreissl afirma que la versión final fue modificada para adaptarse mejor a Eurovisión. La canción fue lanzada oficialmente el 1 de marzo.

## Festival de la Canción de Eurovisión

### Selección interna
La emisora austríaca del Festival de la Canción de Eurovisión, Österreichischer Rundfunk (ORF), anunció oficialmente sus intenciones de participar en el Festival de la Canción de Eurovisión 2024 el 14 de junio de 2023, decidiendo su representante mediante una selección interna. Un jurado y clubes de fanes de Eurovisión evaluaron una lista corta de 14 artistas. Aunque se esperaba un anuncio en diciembre, este se retrasó un mes. El 16 de enero de 2024, Kreissl fue anunciada como representante de Austria para el Festival de la Canción de Eurovisión 2024.

### En Eurovisión
El Festival de la Canción de Eurovisión 2024 se llevará a cabo en el Malmö Arena de Malmö, Suecia, y constará de dos semifinales celebradas en las respectivas fechas del 7 y 9 de mayo y la final el 11 de mayo de 2024. Durante el sorteo de asignación del 30 de enero de 2024, Austria fue elegida para competir en la segunda semifinal, actuando en la primera mitad del espectáculo.

## Lista de canciones
- Descarga digital[nota 1]

1. «We Will Rave» - 3:05

## Historial de lanzamiento
| País   | Fecha              | Formato(s)       | Discográfica                | Ref.   |
| ------ | ------------------ | ---------------- | --------------------------- | ------ |
| Varios | 1 de marzo de 2024 | Descarga digital | Warner Music Central Europe | [ 12 ] |